# (719) Albert
(719) Albert es un asteroide perteneciente a los asteroides Amor descubierto el 3 de octubre de 1911 por Johann Palisa desde el observatorio de Viena, Austria.
Está nombrado en honor del barón Albert von Rothschild, benefactor del observatorio de la ciudad.

## Descubrimiento, pérdida y recuperación
Albert recibió un número con solo 12 observaciones. Palisa hizo dos mediciones el 4 de octubre. Anteriormente, el 16 de septiembre, Albert había dejado su rastro en dos placas obtenidas desde el observatorio de Heidelberg. Desde Copenhague, se realizaron dos nuevas mediciones el 5 de octubre, muy complicadas por la interferencia de la Luna y por la escasa altura sobre el horizonte del nuevo asteroide. En el observatorio de Greenwich, se observó al asteroide tres veces el 11 de octubre. Nuevamente desde Heidelberg-Konigstuhl, el 17 de octubre, se obtienen otras dos posiciones y el 18 de octubre, desde Johannesburgo, una nueva posición que no era todo lo fiable que se debía esperar. A partir de ahí, Albert desapareció del cielo sin dejar ningún rastro. La órbita provisional calculada le adjudicaba un semieje mayor de 2,663 ua y un periodo de revolución de 4,42 años. Bajo esta hipótesis, se hicieron todos los cálculos sucesivos, sin resultado satisfactorio.
Si aplicamos la tercera ley de Kepler, se comprueba que existe un error en el cálculo, ya que el periodo de revolución sería de 4,27 años en lugar de 4,42 años que se habían calculado. A causa de este error en el cálculo, fue imposible observarlo en 1915 puesto que el asteroide se adelantaba en su órbita 0,15 años o 55 días por cada vuelta al Sol o, lo que es lo mismo, casi 13 días por año. Con este error, en muy poco tiempo el asteroide se alejaba mucho en la bóveda celeste del lugar previsto por el cálculo. Albert es un asteroide muy pequeño, de unos 2,4 km que, por tanto, solo puede ser visto cuando está cerca de la Tierra y dio la casualidad de que fue descubierto durante la máxima aproximación que ha tenido a nuestro planeta en todo el siglo XX: a 0,205 ua. La causa de su pérdida puede resumirse más o menos así: Aparte del error ya aludido, dada la alta magnitud que presenta, el asteroide solo puede ser observado cuando la distancia geocéntrica es muy pequeña y, precisamente por ser la distancia a la Tierra la más baja, la incertidumbre de su posición en la bóveda celeste es máxima a causa de un efecto de paralaje.
El 1 de mayo de 2000, desde el Observatorio Nacional de Kitt Peak, Jeffrey J. Larsen, con el telescopio Spacewatch de 0,9 m + CCD, descubrió un objeto muy débil que se movía lentamente al oeste de Virgo de magnitud 21,6 en α=11h38m04s81 y δ=+02º35,21”7. El objeto recibió la designación provisional de 2000 JW8 y fue colocado en la página de confirmación de NEO (siglas en inglés de Near Earth Objects). El 2 de mayo, Robert S. McMillan nuevamente detecta al objeto con una magnitud de 21,1. James V. Scotti, el 6 de mayo, lo observa con magnitud 22,3 en α=11h36m12s18 y δ= 02º55,25”2, todo ello dentro del programa Spacewatch. Michael Hicks y R. Fevig con el reflector de 2,1 m + CCD de Kitt Peak, un telescopio muy cercano al anterior, el 9 de mayo lo localiza en α=11h35m18s54 y δ=03º05,46”0.
Gareth V. Williams, director asociado del Centro de Planetas Menores, tras procesar las últimas medidas astronométricas, identificó a 2000 JW8 con el desaparecido Albert, 89 años después de su descubrimiento. Las mediciones de 1911 resultaron ser precisas y, como se suponía, el asteroide es del grupo Amor; es decir, cruza la órbita de Marte, pero no la de la Tierra. Albert se aproxima a nuestro planeta cada 30 años más o menos.
Después de su descubrimiento, la siguiente aproximación fue en 1941, muy favorable, pero en esa época el mundo estaba enzarzado en la Segunda Guerra Mundial. La observación de 1971 fracasó, aunque después se ha comprobado que dejó su rastro el 19 de octubre en unas fotografías tomadas desde el observatorio Lick, en el monte Hamilton. Por último fue el 29 de marzo de 2001, cuando fue visto por primera vez después de su recuperación en 2000,  en α=18h22m58s56 y δ=—11º30,13”9 en unas imágenes tomadas desde Reedy Creek.